# 繆文龍
繆文龍（1510年—1565年），字惟德，一字見甫，號陽泉，貴州乌撒卫（今貴州威寧）人軍籍，祖籍直隸華亭，明朝政治人物，同進士出身。

## 生平
貴州烏撒衛學生。嘉靖十年（1531年）辛卯科雲貴鄉試第三十八名，嘉靖十七年（1538年）戊戌科会试第二百二十二名，三甲八十六名進士。戶部觀政辦事期間，因當差違限逮問。出使四川、陕西，還任石首縣知縣。二十二年十二月擢授南京河南道監察御史，筑江堤二百余里。改浙江道监察御史，歷升四川左參議，雲南屯田副使、雲南左参政等，卒于官，年五十六岁。

## 著作
著有《奏稿》、《诗文集》、《武定或问》等，皆不传。《沾益志》存诗一首。

## 家族
曾祖繆愷；祖父繆仁；父繆良玉，知縣。母解氏。具庆下。兄文献、文英。弟文明、文凤。